# Шмелинг, Жулиану
Жулиану Антониу Шмелинг (порт. Juliano Antonio Schmeling; 5 июля 1979 года, Санту-Аугусту) — бразильский футбольный и мини-футбольный тренер, главный тренер сборной Вануату.

## Карьера
В 2011 году впервые прибыл в Новую Зеландию. В 2012 году вошёл в тренерский штаб мини-футбольной сборной Соломоновых Островов. Был ассистентом Диксона Кадау на чемпионате мира в Таиланде. Через четыре года сам возглавил команду на мундиале в Колумбии. Тогда же, в 2016 году, привёл сборную к победе на чемпионате ОФК. В том же году возглавил местный футбольный клуб «Марист», с которым стал чемпионом Соломоновых Островов. В 2019 году в преддверии Кубка наций ОФК стал главным тренером мини-футбольной сборной Новой Каледонии. В 2022 стал тренером в мини-футбольной академии «Марист» из новозеландского Палмерстон-Норт. В 2023 году из-за недопуска на Соломоновы Острова и последующей депортации трёх бразильских футболистов, которые должны были стать новыми игроками «Мариста», покинул клуб и страну. В 2024 году перед Кубком наций ОФК был назначен главным тренером сборной Вануату. На турнире завоевал серебро, уступив в финале Новой Зеландии, что стало крупнейшим достижением Вануату в истории турнира.

## Достижения
Соломоновы Острова (мини-футбол)
- Победитель чемпионата ОФК: 2016

«Марист»
- Чемпион Соломоновых Островов: 2016

Вануату
- Финалист Кубка наций ОФК: 2024